# Paul Jargot
Paul Jargot, né le 31 mars 1925 à Pont-de-Beauvoisin (Isère) et mort le 4 juillet 2003 à Crolles (Isère), est un homme politique français.

## Biographie
Paul Jargot est élève au séminaire de Voreppe et titulaire du baccalauréat. Il est nommé en 1944 professeur à la maison familiale d'apprentissage rural de Crolles et en devient le directeur en 1946.
Il est en parallèle exploitant agricole et s'occupe d'organismes professionnels : il est secrétaire du Centre départemental des jeunes agriculteurs (1950-1953), et entre au conseil d'administration de la Fédération départementale des syndicats d'exploitants agricoles (1953-1960).
Ayant la passion du football et étant un sportif confirmé, il décide de créer avec des amis d'enfance une association de football et de présenter, quelque temps plus tard et avec les mêmes personnes, une liste aux élections municipales. Il devient membre du conseil municipal de Crolles le 26 avril 1953, puis en est élu maire le 8 mai 1953 et conservera son siège jusqu'en 1986. 
Il devient adhèrent au PCF en 1970 du fait de son engagement pour la paix dans le monde.
Paul Jargot est élu sénateur de l'Isère à la suite des sénatoriales de 1974, dont la liste a obtenu 50,8 % (soit 942 voix) sur les 1 854 suffrages exprimés.
Il se présente aux législatives de 1981 dans la 1re circonscription de l'Isère. Il obtient 20,6 % (11 643 voix) sur les 56 446 suffrages exprimés, et se classe 3e derrière le député sortant Guy-Pierre Cabanel et la candidate socialiste Odile Sicard, qui sera élue au second tour. 
Il est candidat pour retrouver son siège aux sénatoriales de 1983, mais la liste PCF où il est en première position fait 24,2 % (558 voix) sur les 2 305 suffrages exprimés au 1er tour, et doit ainsi effectuer un second tour difficile qui ne voit réélire aucun sénateur sortant. Il se consacre ensuite au Centre régional d'éducation permanente de Crolles qu'il préside.

## Détail des fonctions et des mandats
Mandats locaux
- 26 avril 1953 - 8 mai 1953 : Conseiller municipal de Crolles
- 8 mai 1953 - 1959 : Maire de Crolles
- 1959 - 1965 : Maire de Crolles
- 1965 - 1971 : Maire de Crolles
- 1971 - 1977 : Maire de Crolles
- 1977 - 1983 : Maire de Crolles
- 1983 - 1986 : Maire de Crolles

Mandat parlementaire
- 22 septembre 1974 - 2 octobre 1983 : Sénateur de l'Isère

## Distinction
À la mairie de Crolles le 30 juin 2000, Marie-Georges Buffet le décore des insignes de chevalier de la Légion d'honneur.